# باشاک پارلاک
باشاک پارلاک (انگلیسی: Başak Parlak؛ زادهٔ ۳ نوامبر ۱۹۸۹) بازیگر، مدل اهل ترکیه است.